# Sinochernes wuzhiensis
Genre
Espèce
Sinochernes wuzhiensis, unique représentant du genre Sinochernes, est une espèce de pseudo-scorpion de la famille des Chernetidae.

## Distribution
Cette espèce est endémique de Hainan en Chine. Elle se rencontre dans le Mont Wuzhi.

## Description
Les femelles mesurent de 4,75 à 5,00 mm.

## Étymologie
Son nom d'espèce, composé de wuzhi et du suffixe latin -ensis, « qui vit dans, qui habite », lui a été donné en référence au lieu de sa découverte, le Mont Wuzhi.

## Publication originale
- Gao & Zhang, 2012 : A New Genus and Species of Chernetid Pseudoscorpion (Pseudoscorpiones: Chernetidae) from Hainan Island, China. Entomological News, vol. 122, no 5, p. 432-440.